# The Legend of Lylah Clare
The Legend of Lylah Clare is een Amerikaanse dramafilm uit 1968 onder regie van Robert Aldrich.

## Verhaal
Elsa Brinkman droomt ervan om actrice te worden. Ze wordt uitgekozen om in een filmbiografie de rol te spelen van haar grote idool Lylah Clare, een actrice uit de jaren 30 die in geheimzinnige omstandigheden is gestorven. De regisseur van de film is Lewis Zarkan, een tirannieke perfectionist en de vroegere echtgenoot van Lylah Clare. Tijdens de opnamen wordt Elsa langzaamaan verliefd op Zarkan en begint ze echt te geloven dat ze Lylah is.

## Rolverdeling
| Acteur            | Personage                                    |
| ----------------- | -------------------------------------------- |
| Kim Novak         | Lylah Clare / Elsa Brinkmann / Elsa Campbell |
| Peter Finch       | Lewis Zarken / Louie Flack                   |
| Ernest Borgnine   | Barney Sheean                                |
| Milton Selzer     | Bart Langner                                 |
| Rossella Falk     | Rossella                                     |
| Gabriele Tinti    | Paolo                                        |
| Valentina Cortese | Gravin Bozo Bedoni                           |
| Jean Carroll      | Becky Langner                                |
| Michael Murphy    | Mark Peter Sheean                            |
| Coral Browne      | Molly Luther                                 |
| Lee Meriwether    | Jong meisje                                  |
| James Lanphier    | Verslaggever                                 |
| Robert Ellenstein | Mike                                         |
| Nick Dennis       | Nick                                         |
| Dave Willock      | Cameraman                                    |